# Pale Communion
Pale Communion — одиннадцатый студийный альбом шведской прогрессив-метал-группы Opeth, выпущенный 26 августа 2014 года на лейбле Roadrunner Records. Альбом был спродюсирован Микаэлем Окерфельдтом и сведён Стивеном Уилсоном. Pale Communion является первым альбомом Opeth с участием клавишника Йоакима Свалберга, который заменил Пера Виберга после его ухода в 2011 году. В первую неделю продаж альбом разошёлся тиражом в 13 000 экземпляров только в США, что позволило ему дебютировать на 19 позиции в чарте Billboard 200.

## Музыкальный стиль
Микаэль Окерфельдт говорил про Pale Communion: «Я хотел сделать с этим альбомом что-то более мелодичное, чтобы в этом альбоме были более сильные вокальные партии и больше мелодий в целом». Грег Кеннелти из Metal Injection писал, что альбом не содержит «гроула или дэт-металлического вокала». Он также описал альбом как «недостающее звено между Damnation и Ghost Reveries, или если бы Heritage был написан непосредственно после Ghost Reveries, а Watershed никогда бы не существовал».
Том Юрек в своей рецензии для сайта AllMusic сравнил Pale Communion с альбомом Deep Purple in Rock и ранним творчеством King Crimson, а также отметил влияние джаз-фьюжна.

## Обложка
Обложка была создана Трэвисом Смитом, который уже работал над рядом предыдущих альбомов Opeth. Работа содержит латинский текст. На левой панели цитируется Аксель Оксеншерна: «Разве ты не знаешь, сын мой, как мало в мире правит благоразумие?» (An nesci, mi fili, quantilla prudentia mundus regatur?). На средней панели цитируется Публий Теренций Афр: «В настоящее время лесть порождает друзей, истина порождает ненависть». (Hoc tempore obsequium amicos, veritas odium parit, Andria, т. 67–68). На правой панели цитируется Марк Валерий Марциал: «Истинно скорбит тот, кто скорбит без свидетеля». (Ille dolet vere qui sine teste dolet, Epigrammata, I, 33).

## Отзывы критиков
| Совокупная оценка | Совокупная оценка |
| Источник          | Оценка            |
| ----------------- | ----------------- |
| Metacritic        | 75/100            |
| Оценки критиков   |                   |
| Источник          | Оценка            |
| AllMusic          | [ 7 ]             |
| Alternative Press | [ 10 ]            |
| Blabbermouth      | [ 11 ]            |
| Exclaim!          | [ 12 ]            |
| Metal Hammer      | ·                 |
| Pitchfork         | [ 15 ]            |
| PopMatters        | [ 16 ]            |
| Record Collector  | [ 17 ]            |
| The Guardian      | [ 18 ]            |
| The Quietus       | [ 19 ]            |

Pale Communion получил в целом положительные отзывы музыкальных критиков. В статье для The Guardian Дом Лоусон дал альбому высшую оценку, особенно похвалив вокал Микаэля Окерфельдта, написав, что «его способность трогать за струны души во время пения самых туманных текстов сравнима только с красивыми аранжировками и чёткой игрой коллектива». Он особо похвалил заключительный трек, охарактеризовав его как «одновременно самую трогательную песню, которую когда-либо писал Окерфельдт, и намёк на одно из возможных будущих для этой не имеющей аналогов группы».
Том Джурек также похвалил альбом в обзоре AllMusic. В статье он сравнил его с предыдущими альбомами Opeth, заявив: «По правде говоря, они исследовали прог урывками, начиная с Ghost Reveries 2005 года. Pale Communion завершает переход, доказывая, что Heritage был не только следующим шагом, но и новым началом в целом … Pale Communion более сфокусирован и утончён, чем Heritage. Хотя они с готовностью демонстрируют здесь многочисленные музыкальные влияния, в конечном итоге Opeth звучат как никто, кроме самих себя».
Сара Киттерингем была более сдержанной в своей оценке альбома для Exclaim!, заявив: «Треки длятся долго (не меньше четырех с половиной минут), а самых ярких моментов дождутся те, у кого есть терпение (как и в случае Heritage, альбом достигает своего пика во второй половине). Тут в изобилии присутствует один конкретный элемент, который проходит через всю дискографию Opeth: эти зловещие риффы и ощущение угрюмой, задумчивой эмоциональности. Этого определенно будет недостаточно, чтобы успокоить фанатов Opeth, взбешенных Heritage, но это заинтригует и успокоит тех, кто готов принять расширенное звучание группы».
Грейсон Каррин из Pitchfork гораздо более критично отнёсся к альбому: «Pale Communion, первый альбом Opeth за три года, абсолютно лишён силы воли и преобладающих амбиций лучшей работы группы, то есть того ядра, которое сделало её неповоротливость терпимой». Грейсон завершил свой обзор, написав: «Даже если вы не могли вынести негибкости их методического величия, было трудно осудить огромные усилия и воображение. Но Pale Communion только играет со строительными блоками, раскрывая влияние, которое уже было очевидно, но отказываясь вселять в них жизнь, скрепляя друг с другом».

## Список композиций
Слова и музыка всех песен — Микаэль Окерфельдт.
| №                   | Название                    | Длительность |
| ------------------- | --------------------------- | ------------ |
| 1.                  | «Eternal Rains Will Come»   | 6:46         |
| 2.                  | «Cusp of Eternity»          | 5:36         |
| 3.                  | «Moon Above, Sun Below»     | 10:52        |
| 4.                  | «Elysian Woes»              | 4:47         |
| 5.                  | «Goblin» (инструментальная) | 4:32         |
| 6.                  | «River»                     | 7:30         |
| 7.                  | «Voice of Treason»          | 8:00         |
| 8.                  | «Faith in Others»           | 7:39         |
| Общая длительность: | Общая длительность:         | 55:42        |

| №                   | Название                                             | Длительность |
| ------------------- | ---------------------------------------------------- | ------------ |
| 9.                  | «Atonement» (концертная версия)                      | 8:14         |
| 10.                 | «Demon of the Fall» (акустическая концертная версия) | 6:14         |
| Общая длительность: | Общая длительность:                                  | 70:10        |

| №                   | Название                                                                     | Длительность |
| ------------------- | ---------------------------------------------------------------------------- | ------------ |
| 1.                  | «Pale Communion» (5.1 mix)                                                   | 55:42        |
| 2.                  | «Solitude» (кавер на Black Sabbath, концертная версия)                       | 5:59         |
| 3.                  | «Var kommer barnen in» (кавер на Hansson de Wolfe United, концертная версия) | 5:52         |
| Общая длительность: | Общая длительность:                                                          | 67:33        |

## Участники записи
| Opeth - Микаэль Окерфельдт — ведущий вокал, гитара, художественное оформление, продюсирование, звукоинженер - Фредрик Окессон — гитара, бэк-вокал - Мартин Мендес — бас-гитара - Йоаким Свалберг — клавишные, бэк-вокал, фортепиано - Мартин Аксенрот — ударные, перкуссия | Производственный персонал - Дэвид Стюарт — струнные аранжировки - Том Далгети — продюсирование, звукоинженер - Янне Ханссон — звукоинженер - Стивен Уилсон — сведение, бэк-вокал - Паскаль Бирн — мастеринг - Трэвис Смит — обложка |

## Чарты
| Чарт (2014)                           | Высшая позиция |
| ------------------------------------- | -------------- |
| Австралия (ARIA)                      | 17             |
| Австрия (Ö3 Austria)                  | 11             |
| Бельгия/Фландрия (Ultratop)           | 142            |
| Бельгия/Валлония (Ultratop)           | 158            |
| Канада (Canadian Albums Chart)        | 9              |
| Дания (Hitlisten)                     | 13             |
| Нидерланды (Album Top 100)            | 23             |
| Франция (SNEP)                        | 45             |
| Финляндия (Suomen virallinen lista)   | 1              |
| Германия (Offizielle Top 100)         | 3              |
| Венгрия (MAHASZ)                      | 5              |
| Ирландия (IRMA)                       | 34             |
| Италия (FIMI)                         | 37             |
| Новая Зеландия (RMNZ)                 | 26             |
| Норвегия (VG-lista)                   | 5              |
| Польша (ZPAV)                         | 42             |
| Шотландия (Scottish Albums Chart)     | 13             |
| Испания (PROMUSICAE)                  | 45             |
| Швеция (Sverigetopplistan)            | 3              |
| Швейцария (Schweizer Hitparade)       | 24             |
| Великобритания (UK Albums Chart)      | 14             |
| США (Billboard 200)                   | 19             |
| США (Billboard Top Hard Rock Albums)  | 2              |
| США (Billboard Top Rock Albums)       | 4              |
| США (Billboard Top Tastemaker Albums) | 3              |